# Stora Alten
Stora Alten är en sjö i Norbergs kommun i Västmanland och ingår i Norrströms huvudavrinningsområde. Sjön är 9 meter djup, har en yta på 0,335 kvadratkilometer och befinner sig 188 meter över havet. Sjön avvattnas av vattendraget Snytsboån.

## Delavrinningsområde
Stora Alten ingår i det delavrinningsområde (666361-149855) som SMHI kallar för Inloppet i Ungen. Medelhöjden är 197 meter över havet och ytan är 11,35 kvadratkilometer. Det finns inga avrinningsområden uppströms utan avrinningsområdet är högsta punkten. Snytsboån som avvattnar avrinningsområdet har biflödesordning 4, vilket innebär att vattnet flödar genom totalt 4 vattendrag innan det når havet efter 231 kilometer. Avrinningsområdet består mestadels av skog (85 procent). Avrinningsområdet har 0,43 kvadratkilometer vattenytor vilket ger det en sjöprocent på 3,8 procent.